# Вальдбауэр, Имре
И́мре Ва́льдбауэр (венг. Waldbauer Imre; 13 апреля 1892, Будапешт — 4 декабря 1952, Айова-Сити, США) — венгерский скрипач и музыкальный педагог. Сын Йозефа Вальдбауэра, отец Ивана Вальдбауэра.

## Биография
Начал учиться игре на скрипке у своего отца, затем в 1904—1910 гг. учился в Музыкальной академии Ференца Листа у Енё Хубаи (скрипка) и Давида Поппера (камерный ансамбль), однако диплома не получил. Особенно интересовался современной музыкой, уже в 1907 г. исполнял её как ансамблист.
В 1909 году вместе с двумя ровесниками, Анталом Мольнаром и Яношем Темешвари, и чуть более старшим Енё Керпеем основал струнный квартет, известный как Квартет Вальдбауэра-Керпея — один из важнейших венгерских камерных ансамблей межвоенного периода, тесно связанный с фигурами Белы Бартока и Золтана Кодаи. Первые концерты квартета 17 и 19 марта 1910 года были составлены полностью из их произведений и включали ряд премьер, сам Барток принял в них участие как пианист. В дальнейшем квартет осуществил премьеры ещё трёх квартетов Бартока, успешно выступал с гастролями во многих европейских странах, пропагандировал творчество других современных композиторов — Клода Дебюсси (в 1914 году пригласившего музыкантов во время парижских гастролей дать приватный концерт у него дома), Макса Регера, Мориса Равеля, Арнольда Шёнберга, Дариуса Мийо, Альбера Русселя, Эриха Корнгольда. В то же время исключительно высокую оценку получило исполнение музыкантами квартетов Людвига ван Бетховена. Квартет просуществовал до 1946 года.
Помимо этого основного состава, Вальдбауэр время от времени участвовал в фортепианном трио вместе с Бартоком и Керпеем (преимущественно в 1910—1922 гг.) или вместе с Керпеем и Эрнё Донаньи как пианистом, пятнадцать раз выступал с Бартоком в дуэте. Вальдбауэр стал первым исполнителем Второй сонаты Бартока для скрипки и фортепиано (1923, вместе с автором). Среди других произведений, впервые исполненных Вальдбауэром, — две пьесы Золтана Кодаи: Дуэт Op. 7 для скрипки и виолончели (1918, с Енё Керпеем) и Серенада Op. 12 для двух скрипок и альта (1920, с Яношем Темешвари и Эгоном Корнштейном). Мольнар, товарищ Вальдбауэра по первому составу знаменитого квартета, посвятил ему свою сонатину для скрипки и фортепиано (1911).
В феврале 1919 года Вальдбауэр присоединился к педагогическому коллективу Музыкальной академии Ференца Листа, но уже в октябре вынужден был выйти в отставку в связи с увольнениями, вызванными политической реакцией после падения Венгерской советской республики. Вновь был принят на работу в 1927 году как преподаватель-почасовик по специальности «камерный ансамбль», с 1931 года преподавал скрипку, с 1934 года профессор; среди его учеников — Вильмош Татраи, Шандор Фридьеш и другие. После Второй мировой войны недолгое время входил в совет директоров Академии.
В 1946 году, в связи с тем, что квартира Вальдбауэра в Будапеште вместе с практически всем его имуществом была уничтожена во время бомбёжки, а в работе созданного им квартета возникли непреодолимые сложности, музыкант покинул Венгрию, приняв приглашение Айовского университета, где он возглавил кафедру скрипки и струнный квартет, а также занял пост концертмейстера в университетском оркестре. В 1949 году заменял Фери Рота в качестве примариуса в ходе гастрольной поездки его квартета. В 1952 году получил гражданство США, но через полгода умер от рака.